# Lijst van Formule 1-records (constructeurs)
Dit is een lijst van constructeurrecords in het FIA Wereldkampioenschap Formule 1 sinds 1950. De lijst is bijgewerkt t/m de Grand Prix van Hongarije 2025, gereden op 3 augustus 2025.
In de Formule 1 worden constructeur en team doorgaans als hetzelfde gezien, maar er zit toch een verschil tussen. De constructeur is de naam waarmee de organisatie van het team is ingeschreven. Voor veel teams is de constructeurnaam nagenoeg hetzelfde als de teamnaam (zoals Ferrari, McLaren of Red Bull). Maar soms verandert de constructeurnaam terwijl het team met dezelfde organisatie en werknemers blijft (zoals Renault naar Alpine (2020-2021), of het team Frank Williams Racing Cars met constructeurnamen Brabham, De Tomaso, March, Politoys, Iso-Marlboro, Williams en Wolf-Williams (1969-1976)). Deze pagina gaat over de constructeurs, niet de teams. Als een team een nieuwe constructeurnaam krijgt, telt dit als een aparte inschrijving. Vandaar dat bijvoorbeeld Sauber, BMW Sauber en Kick Sauber apart zijn ingeschreven, idem voor RB en Racing Bulls. Als een ander team wordt ingeschreven met dezelfde constructeurnaam (zoals Williams of Lotus), wordt dit gezien als dezelfde constructeur.

## Races ingeschreven en gestart

### Totaal aantal inschrijvingen en starts
|               | Constructeur | Seizoenen                       | Inschrijvingen | Starts |
| ------------- | ------------ | ------------------------------- | -------------- | ------ |
| 1             | Ferrari      | 1950-heden                      | 1114           | 1111   |
| 2             | McLaren      | 1966-heden                      | 988            | 984    |
| 3             | Williams     | 1975-1976, 1978-heden           | 852            | 848    |
| 4             | / Lotus      | 1958-1994, 2010-2015            | 606            | 604    |
| 5             | Tyrrell      | 1970-1998                       | 433            | 430    |
| 6             | / Red Bull   | 2005-heden                      | 408            | 407    |
| 7             | / Renault    | 1977-1985, 2002-2011, 2016-2020 | 403            | 400    |
| 8             | Brabham      | 1962-1987, 1989-1992            | 403            | 394    |
| 9             | Sauber       | 1993-2005, 2011-2018            | 376            | 373    |
| 10            | Minardi      | 1985-2005                       | 346            | 340    |
| Bron: StatsF1 |              |                                 |                |        |

### Opeenvolgende starts
|           | Constructeur | Starts | Races                                              |
| --------- | ------------ | ------ | -------------------------------------------------- |
| 1         | Ferrari      | 768    | Italië 1982 – Hongarije 2025 (reeks loopt nog)     |
| 2         | McLaren      | 399    | Frankrijk 2005 – Hongarije 2025 (reeks loopt nog)  |
| 2         | Williams     | 399    | Frankrijk 2005 – Hongarije 2025 (reeks loopt nog)  |
| 2         | / Red Bull   | 399    | Frankrijk 2005 – Hongarije 2025 (reeks loopt nog)  |
| 5         | Williams     | 378    | België 1982 – Canada 2005                          |
| 6         | McLaren      | 361    | België 1983 – Canada 2005                          |
| 7         | Mercedes     | 319    | Bahrein 2010 – Hongarije 2025 (reeks loopt nog)    |
| 8         | Toro Rosso   | 268    | Bahrein 2006 – Abu Dhabi 2018                      |
| 9         | / Benetton   | 260    | Brazilië 1986 – Japan 2001                         |
| 10        | Brabham      | 251    | Verenigde Staten 1962 – Verenigde Staten West 1982 |
| [ bron? ] |              |        |                                                    |

### Meeste races met dezelfde coureur
|               | Constructeur | Coureur            | Starts |
| ------------- | ------------ | ------------------ | ------ |
| 1             | Mercedes     | Lewis Hamilton     | 246    |
| 2             | Red Bull     | Max Verstappen     | 200    |
| 3             | Ferrari      | Michael Schumacher | 179    |
| 4             | Ferrari      | Kimi Räikkönen     | 151    |
| 5             | McLaren      | David Coulthard    | 150    |
| 6             | Haas         | Kevin Magnussen    | 145    |
| 7             | McLaren      | Lando Norris       | 142    |
| 8             | Ferrari      | Charles Leclerc    | 140    |
| 9             | Ferrari      | Felipe Massa       | 139    |
| 10            | Mercedes     | Nico Rosberg       | 136    |
| 10            | McLaren      | Jenson Button      | 136    |
| Bron: StatsF1 |              |                    |        |

### Meeste races met dezelfde motorleverancier
|               | Constructeur  | Motor         | Starts |
| ------------- | ------------- | ------------- | ------ |
| 1             | Ferrari       | Ferrari       | 1111   |
| 2             | McLaren       | Mercedes      | 455    |
| 3             | / Renault     | Renault       | 400    |
| 4             | Mercedes      | Mercedes      | 331    |
| 5             | Tyrrell       | Ford Cosworth | 310    |
| 6             | Lotus         | Ford Cosworth | 257    |
| 7             | Williams      | Mercedes      | 242    |
| 8             | McLaren       | Ford Cosworth | 236    |
| 9             | Haas          | Ferrari       | 204    |
| 10            | / Force India | Mercedes      | 194    |
| Bron: StatsF1 |               |               |        |

## Overwinningen

### Totaal aantal overwinningen
|               | Constructeur | Seizoenen                       | Inschrijvingen | Overwinningen |
| ------------- | ------------ | ------------------------------- | -------------- | ------------- |
| 1             | Ferrari      | 1950-heden                      | 1114           | 248           |
| 2             | McLaren      | 1966-heden                      | 988            | 200           |
| 3             | Mercedes     | 1954-1955, 2010-heden           | 331            | 130           |
| 4             | / Red Bull   | 2005-heden                      | 408            | 124           |
| 5             | Williams     | 1975-1976, 1978-heden           | 852            | 114           |
| 6             | / Lotus      | 1958-1994, 2010-2015            | 606            | 81            |
| 7             | / Renault    | 1977-1985, 2002-2011, 2016-2020 | 403            | 35            |
| 7             | Brabham      | 1962-1987, 1989-1992            | 403            | 35            |
| 9             | / Benetton   | 1986-2001                       | 260            | 27            |
| 10            | Tyrrell      | 1970-1998                       | 433            | 23            |
| Bron: StatsF1 |              |                                 |                |               |

### Percentage overwinningen (meer dan 15 starts)
|               | Constructeur | Seizoenen             | Starts | Overwinningen | Percentage |
| ------------- | ------------ | --------------------- | ------ | ------------- | ---------- |
| 1             | Brawn GP     | 2009                  | 17     | 8             | 47,06 %    |
| 2             | Mercedes     | 1954-1955, 2010-heden | 331    | 130           | 39,27 %    |
| 3             | Vanwall      | 1954-1960             | 28     | 9             | 32,14 %    |
| 4             | / Red Bull   | 2005-heden            | 407    | 124           | 30,47 %    |
| 5             | Ferrari      | 1950-heden            | 1111   | 248           | 22,32 %    |
| 6             | McLaren      | 1966-heden            | 984    | 200           | 20,33 %    |
| 7             | Matra        | 1967-1972             | 61     | 9             | 14,75 %    |
| 8             | Williams     | 1975-1976, 1978-heden | 848    | 114           | 13,44 %    |
| 9             | / Lotus      | 1958-1994, 2010-2015  | 604    | 81            | 13,41 %    |
| 10            | Maserati     | 1950-1960             | 70     | 9             | 12,86 %    |
| Bron: StatsF1 |              |                       |        |               |            |

### Meeste overwinningen in één seizoen
|               | Constructeur | Seizoen | Races | Overwinningen |
| ------------- | ------------ | ------- | ----- | ------------- |
| 1             | Red Bull     | 2023    | 22    | 21            |
| 2             | Mercedes     | 2016    | 21    | 19            |
| 3             | Red Bull     | 2022    | 22    | 17            |
| 4             | Mercedes     | 2014    | 19    | 16            |
| 4             | Mercedes     | 2015    | 19    | 16            |
| 6             | McLaren      | 1988    | 16    | 15            |
| 6             | Ferrari      | 2002    | 17    | 15            |
| 6             | Ferrari      | 2004    | 18    | 15            |
| 6             | Mercedes     | 2019    | 21    | 15            |
| 10            | Red Bull     | 2013    | 19    | 13            |
| 10            | Mercedes     | 2020    | 17    | 13            |
| Bron: StatsF1 |              |         |       |               |

### Hoogste percentage overwinningen in één seizoen
|               | Constructeur | Seizoen | Races | Overwinningen | Percentage |
| ------------- | ------------ | ------- | ----- | ------------- | ---------- |
| 1             | Red Bull     | 2023    | 22    | 21            | 95,45%     |
| 2             | McLaren      | 1988    | 16    | 15            | 93,75%     |
| 3             | Mercedes     | 2016    | 21    | 19            | 90,48%     |
| 4             | Ferrari      | 2002    | 17    | 15            | 88,24%     |
| 5             | Ferrari      | 1952    | 8     | 7             | 87,50%     |
| 6             | Alfa Romeo   | 1950    | 7     | 6             | 85,71%     |
| 7             | Mercedes     | 2014    | 19    | 16            | 84,21%     |
| 7             | Mercedes     | 2015    | 19    | 16            | 84,21%     |
| 9             | Ferrari      | 2004    | 18    | 15            | 83,33%     |
| 10            | Ferrari      | 1953    | 9     | 7             | 77,78%     |
| Bron: StatsF1 |              |         |       |               |            |

### Meeste overwinningen achter elkaar
|               | Constructeur | Seizoen(en) | Overwinningen | Gewonnen races |
| ------------- | ------------ | ----------- | ------------- | --- |
| 1             | Red Bull     | 2022-2023   | 15            | 2022: Abu Dhabi 2023: Bahrein, Saudi Arabië, Australië, Azerbeidzjan, Miami, Monaco, Spanje, Canada, Oostenrijk, Groot-Brittannië, Hongarije, België, Nederland, Italië |
| 2             | McLaren      | 1988        | 11            | Brazilië, San Marino, Monaco, Mexico, Canada, Verenigde Staten Oost, Frankrijk, Groot-Brittannië, Duitsland, Hongarije, België                                          |
| 3             | Ferrari      | 2002        | 10            | Canada, Europa, Groot-Brittannië, Frankrijk, Duitsland, Hongarije, België, Italië, Verenigde Staten, Japan                                                              |
| 3             | Mercedes     | 2015-2016   | 10            | 2015: Japan, Rusland, Verenigde Staten, Mexico, Brazilië, Abu Dhabi 2016: Australië, Bahrein, China, Rusland                                                            |
| 3             | Mercedes     | 2016        | 10            | Monaco, Canada, Europa, Oostenrijk, Groot-Brittannië, Hongarije, Duitsland, België, Italië, Singapore                                                                   |
| 3             | Mercedes     | 2018-2019   | 10            | 2018: Brazilië, Abu Dhabi 2019: Australië, Bahrein, China, Azerbeidzjan, Spanje, Monaco, Canada, Frankrijk                                                              |
| 7             | Red Bull     | 2013        | 9             | België, Italië, Singapore, Korea, Japan, India, Abu Dhabi, Verenigde Staten, Brazilië                                                                                   |
| 7             | Red Bull     | 2022        | 9             | Frankrijk, Hongarije, België, Nederland, Italië, Singapore, Japan, Verenigde staten, Mexico-Stad                                                                        |
| 7             | Red Bull     | 2023-2024   | 9             | 2023: Japan, Qatar, Verenigde Staten, Mexico-Stad, São Paulo, Las Vegas, Abu Dhabi 2024: Bahrein, Saudi-Arabië                                                          |
| 10            | McLaren      | 1984-1985   | 8             | 1984: Groot-Brittannië, Duitsland, Oostenrijk, Nederland, Italië, Europa, Portugal 1985: Brazilië                                                                       |
| 10            | Ferrari      | 2003-2004   | 8             | 2003: Italië, Verenigde Staten, Japan 2004: Australië, Maleisië, Bahrein, San Marino, Spanje                                                                            |
| 10            | Mercedes     | 2014-2015   | 8             | 2014: Italië, Singapore, Japan, Rusland, Verenigde Staten, Brazilië, Abu Dhabi 2015: Australië                                                                          |
| Bron: StatsF1 |              |             |               | |

### Meeste overwinningen in dezelfde Grand Prix
|               | Constructeur | Overwinningen | Grand Prix                      | Seizoenen |
| ------------- | ------------ | ------------- | ------------------------------- | --- |
| 1             | Ferrari      | 21            | Grand Prix van Duitsland        | 1951, 1952, 1953, 1956, 1959, 1963, 1964, 1972, 1974, 1977, 1982, 1983, 1985, 1994, 1999, 2000, 2002, 2004, 2006, 2010, 2012 |
| 2             | Ferrari      | 20            | Grand Prix van Italië           | 1951, 1952, 1960, 1961, 1964, 1966, 1970, 1975, 1979, 1988, 1996, 1998, 2000, 2002, 2003, 2004, 2006, 2010, 2019, 2024       |
| 3             | Ferrari      | 18            | Grand Prix van België           | 1952, 1953, 1956, 1961, 1966, 1975, 1976, 1979, 1984, 1996, 1997, 2001, 2002, 2007, 2008, 2009, 2018, 2019                   |
| 3             | Ferrari      | 18            | Grand Prix van Groot-Brittannië | 1951, 1952, 1953, 1954, 1956, 1958, 1961, 1976, 1978, 1990, 1998, 2002, 2003, 2004, 2007, 2011, 2018, 2022                   |
| 5             | Ferrari      | 17            | Grand Prix van Frankrijk        | 1952, 1953, 1956, 1958, 1959, 1961, 1968, 1975, 1990, 1997, 1998, 2001, 2002, 2004, 2006, 2007, 2008                         |
| 6             | McLaren      | 16            | Grand Prix van Monaco           | 1984, 1985, 1986, 1988, 1989, 1990, 1991, 1992, 1993, 1998, 2000, 2002, 2005, 2007, 2008, 2025                               |
| 7             | McLaren      | 15            | Grand Prix van Groot-Brittannië | 1973, 1975, 1977, 1981, 1982, 1984, 1985, 1988, 1989, 1999, 2000, 2001, 2005, 2008, 2025                                     |
| 7             | McLaren      | 15            | Grand Prix van België           | 1968, 1974, 1982, 1987, 1988, 1989, 1990, 1991, 1999, 2000, 2004, 2005, 2010, 2012, 2025                                     |
| 9             | McLaren      | 13            | Grand Prix van Canada           | 1968, 1973, 1974, 1982, 1988, 1990, 1992, 1999, 2005, 2007, 2010, 2011, 2012                                                 |
| 9             | McLaren      | 13            | Grand Prix van Hongarije        | 1988, 1991, 1992, 1999, 2000, 2005, 2007, 2008, 2009, 2011, 2012, 2024, 2025                                                 |
| Bron: StatsF1 |              |               |                                 | |

### Meeste opeenvolgende overwinningen in dezelfde Grand Prix
|   | Constructeur | Overwinningen | Grand Prix                         | Seizoenen                                      |
| - | ------------ | ------------- | ---------------------------------- | ---------------------------------------------- |
| 1 | Mercedes     | 8             | Grand Prix van Rusland             | 2014, 2015, 2016, 2017, 2018, 2019, 2020, 2021 |
| 2 | McLaren      | 6             | Grand Prix van Monaco              | 1988, 1989, 1990, 1991, 1992, 1993             |
| 2 | Mercedes     | 6             | Grand Prix van Japan               | 2014, 2015, 2016, 2017, 2018, 2019             |
| 2 | Mercedes     | 6             | Grand Prix van Abu Dhabi           | 2014, 2015, 2016, 2017, 2018, 2019             |
| 5 | McLaren      | 5             | Grand Prix van België              | 1987, 1988, 1989, 1990, 1991                   |
| 5 | Ferrari      | 5             | Grand Prix van Japan               | 2000, 2001, 2002, 2003, 2004                   |
| 5 | Ferrari      | 5             | Grand Prix van de Verenigde Staten | 2002, 2003, 2004, 2005, 2006                   |
| 5 | Mercedes     | 5             | Grand Prix van Groot-Brittannië    | 2013, 2014, 2015, 2016, 2017                   |
| 5 | Mercedes     | 5             | Grand Prix van Italië              | 2014, 2015, 2016, 2017, 2018                   |
| 5 | Mercedes     | 5             | Grand Prix van Spanje              | 2017, 2018, 2019, 2020, 2021                   |

### Meeste races voor eerste overwinning
|               | Constructeur | Race nr.  | Race                  |
| ------------- | ------------ | --------- | --------------------- |
| 1             | Jordan       | 127e race | België 1998           |
| 2             | / Red Bull   | 74e race  | China 2009            |
| 3             | Shadow       | 69e race  | Oostenrijk 1977       |
| 4             | Williams     | 50e race  | Groot-Brittannië 1979 |
| 5             | Toro Rosso   | 49e race  | Italië 2008           |
| 6             | Stewart      | 47e race  | Europa 1999           |
| 7             | BMW Sauber   | 42e race  | Canada 2008           |
| 8             | Racing Point | 37e race  | Sakhir 2020           |
| 9             | Maserati     | 27e race  | Italië 1953           |
| 10            | Renault      | 25e race  | Frankrijk 1979        |
| Bron: StatsF1 |              |           |                       |

### Meeste races zonder overwinning
|               | Constructeur  | Seizoenen                                        | Starts | Beste resultaat |
| ------------- | ------------- | ------------------------------------------------ | ------ | --------------- |
| 1             | Sauber        | 1993-2005, 2011-2018                             | 373    | 2e              |
| 2             | Minardi       | 1985-2005                                        | 340    | 4e              |
| 3             | Arrows        | 1978-1990, 1997-2002                             | 291    | 2e              |
| 4             | / Force India | 2008-2018                                        | 212    | 2e              |
| 5             | Haas          | 2016-heden                                       | 204    | 4e              |
| 6             | Lola          | 1962-1963, 1967-1968, 1974-1975, 1985-1991, 1997 | 149    | 2e              |
| 7             | Toyota        | 2002-2009                                        | 139    | 2e              |
| 8             | Osella        | 1980-1990                                        | 132    | 4e              |
| 9             | Surtees       | 1970-1978                                        | 118    | 2e              |
| 10            | BAR           | 1999-2005                                        | 116    | 2e              |
| Bron: StatsF1 |               |                                                  |        |                 |

## 1-2s

### Totaal aantal 1-2 finishes
|               | Constructeur | Seizoenen             | Starts | 1-2 finishes | Percentage |
| ------------- | ------------ | --------------------- | ------ | ------------ | ---------- |
| 1             | Ferrari      | 1950-heden            | 1111   | 87           | 7,83 %     |
| 2             | Mercedes     | 1954-1955, 2010-heden | 331    | 60           | 18,13 %    |
| 3             | McLaren      | 1966-heden            | 984    | 56           | 5,69 %     |
| 4             | Williams     | 1975-1976, 1978-heden | 848    | 33           | 3,89 %     |
| 5             | / Red Bull   | 2005-heden            | 407    | 31           | 7,62 %     |
| 6             | / Lotus      | 1958-1994, 2010-2015  | 604    | 8            | 1,32 %     |
| 6             | Brabham      | 1962-1987, 1989-1992  | 394    | 8            | 2,03 %     |
| 6             | Tyrrell      | 1970-1998             | 430    | 8            | 1,86 %     |
| 9             | Cooper       | 1950, 1952-1969       | 128    | 6            | 4,69 %     |
| 10            | BRM          | 1951-1977             | 197    | 5            | 2,54 %     |
| Bron: StatsF1 |              |                       |        |              |            |

### Meeste 1-2 finishes in één seizoen
|               | Constructeur | Seizoen | Races | 1-2s | Percentage |
| ------------- | ------------ | ------- | ----- | ---- | ---------- |
| 1             | Mercedes     | 2015    | 19    | 12   | 63,16 %    |
| 2             | Mercedes     | 2014    | 19    | 11   | 57,89 %    |
| 3             | McLaren      | 1988    | 16    | 10   | 62,50 %    |
| 4             | Ferrari      | 2002    | 17    | 9    | 52,94 %    |
| 4             | Mercedes     | 2019    | 21    | 9    | 42,86 %    |
| 6             | Ferrari      | 2004    | 18    | 8    | 44,44 %    |
| 6             | Mercedes     | 2016    | 21    | 8    | 38,10 %    |
| 8             | McLaren      | 2025 *  | 14 *  | 7    | 50,00 %    |
| 9             | Ferrari      | 1952    | 8     | 6    | 75,00 %    |
| 9             | Williams     | 1992    | 16    | 6    | 37,50 %    |
| 9             | Williams     | 1996    | 16    | 6    | 37,50 %    |
| 9             | Red Bull     | 2023    | 22    | 6    | 27,27 %    |
| Bron: StatsF1 |              |         |       |      |            |

* Seizoen loopt nog

### Meeste 1-2 finishes achter elkaar
|               | Constructeur | Seizoen(en) | 1-2 finishes | Races                                                                |
| ------------- | ------------ | ----------- | ------------ | -------------------------------------------------------------------- |
| 1             | Ferrari      | 1952        | 5            | België, Frankrijk, Groot-Brittannië, Duitsland, Nederland            |
| 1             | Ferrari      | 2002        | 5            | Hongarije, België, Italië, Verenigde Staten, Japan                   |
| 1             | Mercedes     | 2014        | 5            | Maleisië, Bahrein, China, Spanje, Monaco                             |
| 1             | Mercedes     | 2015-2016   | 5            | 2015: Verenigde Staten, Mexico, Brazilië, Abu Dhabi 2016: Australië  |
| 1             | Mercedes     | 2019        | 5            | Australië, Bahrein, China, Azerbeidzjan, Spanje                      |
| 6             | Mercedes     | 1955        | 4            | België, Nederland, Groot-Brittannië, Italië                          |
| 6             | Mercedes     | 2014        | 4            | Japan, Rusland, Verenigde Staten, Brazilië                           |
| 6             | Mercedes     | 2016        | 4            | Verenigde Staten, Mexico, Brazilië, Abu Dhabi                        |
| 6             | Williams     | 1980-1981   | 4            | 1980: Canada, Verenigde Staten 1981: Verenigde Staten West, Brazilië |
| 6             | McLaren      | 1988        | 4            | Mexico, Canada, Verenigde Staten Oost, Frankrijk                     |
| 6             | McLaren      | 2025        | 4            | Oostenrijk, Groot-Brittannië, België, Hongarije (reeks loopt nog)    |
| Bron: StatsF1 |              |             |              |                                                                      |

### Meeste 1-2s in kwalificatie
|               | Constructeur | Seizoenen                       | Inschrijvingen | 1-2s | Percentage |
| ------------- | ------------ | ------------------------------- | -------------- | ---- | ---------- |
| 1             | Mercedes     | 1954-1955, 2010-heden           | 331            | 84   | 25,38 %    |
| 2             | Ferrari      | 1950-heden                      | 1114           | 83   | 7,45 %     |
| 3             | McLaren      | 1966-heden                      | 988            | 69   | 6,98 %     |
| 4             | Williams     | 1975-1976, 1978-heden           | 852            | 62   | 7,28 %     |
| 5             | / Red Bull   | 2005-heden                      | 408            | 28   | 6,86 %     |
| 6             | / Renault    | 1977-1985, 2002-2011, 2016-2020 | 403            | 22   | 5,46 %     |
| 7             | / Lotus      | 1958-1994, 2010-2015            | 606            | 14   | 2,31 %     |
| 8             | / Alfa Romeo | 1950-1951, 1979-1985, 2019-2023 | 214            | 9    | 4,21 %     |
| 9             | Brabham      | 1962-1987, 1989-1992            | 403            | 6    | 1,49 %     |
| 10            | Ligier       | 1976-1996                       | 332            | 5    | 1,51 %     |
| Bron: StatsF1 |              |                                 |                |      |            |

## Podia

### Totaal aantal podia
|               | Constructeur | Seizoenen                       | Starts | Podia | Podiumraces* | Percentage podiumraces* |
| ------------- | ------------ | ------------------------------- | ------ | ----- | ------------ | ----------------------- |
| 1             | Ferrari      | 1950-heden                      | 1111   | 834   | 638          | 57,43 %                 |
| 2             | McLaren      | 1966-heden                      | 984    | 548   | 438          | 44,51 %                 |
| 3             | Williams     | 1975-1976, 1978-heden           | 848    | 313   | 244          | 28,77 %                 |
| 4             | Mercedes     | 1954-1955, 2010-heden           | 331    | 305   | 208          | 62,84 %                 |
| 5             | / Red Bull   | 2005-heden                      | 407    | 287   | 223          | 54,79 %                 |
| 6             | / Lotus      | 1958-1994, 2010-2015            | 604    | 197   | 177          | 29,30 %                 |
| 7             | Brabham      | 1962-1987, 1989-1992            | 394    | 124   | 106          | 26,90 %                 |
| 8             | / Renault    | 1977-1985, 2002-2011, 2016-2020 | 400    | 103   | 91           | 22,75 %                 |
| 9             | / Benetton   | 1986-2001                       | 260    | 102   | 94           | 36,15 %                 |
| 10            | Tyrrell      | 1970-1998                       | 430    | 77    | 66           | 15,35 %                 |
| Bron: StatsF1 |              |                                 |        |       |              |                         |

* Races waarin de constructeur één of meer podiumplaatsen behaalde.

### Meeste podia achter elkaar
|               | Constructeur | Podia | Races                                  |
| ------------- | ------------ | ----- | -------------------------------------- |
| 1             | Ferrari      | 53    | Maleisië 1999 – Japan 2002             |
| 2             | Mercedes     | 28    | Australië 2014 – Groot-Brittannië 2015 |
| 3             | Ferrari      | 22    | Italië 2003 – Australië 2005           |
| 3             | Mercedes     | 22    | Canada 2017 – Frankrijk 2018           |
| 5             | Mercedes     | 21    | Monaco 2016 – Spanje 2017              |
| 6             | McLaren      | 19    | Australië 2007 – Maleisië 2008         |
| 6             | Red Bull     | 19    | Brazilië 2010 – India 2011             |
| 6             | Red Bull     | 19    | Saoedi-Arabië 2022 – Mexico-Stad 2022  |
| 9             | Williams     | 17    | Zuid-Afrika 1993 – Brazilië 1994       |
| 9             | Renault      | 17    | Turkije 2005 – Frankrijk 2006          |
| 9             | Mercedes     | 17    | Frankrijk 2021 – Bahrein 2022          |
| Bron: StatsF1 |              |       |                                        |

### Meeste podia in één seizoen
|               | Constructeur | Seizoen | Podia | Races (coureurs) | Percentage |
| ------------- | ------------ | ------- | ----- | ---------------- | ---------- |
| 1             | Mercedes     | 2016    | 33    | 42               | 78,57 %    |
| 2             | Mercedes     | 2015    | 32    | 38               | 84,21 %    |
| 2             | Mercedes     | 2019    | 32    | 42               | 76,19 %    |
| 4             | Mercedes     | 2014    | 31    | 38               | 81,58 %    |
| 5             | Red Bull     | 2023    | 30    | 44               | 68,18 %    |
| 6             | Ferrari      | 2004    | 29    | 36               | 80,56 %    |
| 7             | Mercedes     | 2021    | 28    | 44               | 63,64 %    |
| 7             | Red Bull     | 2022    | 28    | 44               | 63,64 %    |
| 9             | Ferrari      | 2002    | 27    | 34               | 79,41 %    |
| 9             | Red Bull     | 2011    | 27    | 38               | 71,05 %    |
| Bron: StatsF1 |              |         |       |                  |            |

### Meeste podia zonder overwinning
|               | Constructeur | Seizoenen                                        | Podia |
| ------------- | ------------ | ------------------------------------------------ | ----- |
| 1             | BAR          | 1999-2005                                        | 15    |
| 2             | Toyota       | 2002-2009                                        | 13    |
| 3             | Sauber       | 1993-2005, 2011-2018                             | 10    |
| 4             | Aston Martin | 1959-1960, 2021-heden                            | 9     |
| 5             | Arrows       | 1978-1990, 1997-2002                             | 8     |
| 6             | Force India  | 2008-2018                                        | 6     |
| 7             | Lola         | 1962-1963, 1967-1968, 1974-1975, 1985-1991, 1997 | 3     |
| 7             | Fittipaldi   | 1975-1982                                        | 3     |
| 7             | Toleman      | 1981-1985                                        | 3     |
| 7             | Prost        | 1997-2001                                        | 3     |
| Bron: StatsF1 |              |                                                  |       |

### Meeste races zonder podium
|               | Constructeur | Seizoenen  | Races | Beste resultaat |
| ------------- | ------------ | ---------- | ----- | --------------- |
| 1             | Minardi      | 1985-2005  | 340   | 4e              |
| 2             | Haas         | 2016-heden | 204   | 4e              |
| 3             | Osella       | 1980-1990  | 132   | 4e              |
| 4             | Ensign       | 1973-1982  | 99    | 4e              |
| 5             | ATS          | 1977-1984  | 89    | 5e              |
| 6             | / Marussia   | 2012-2015  | 73    | 9e              |
| 7             | HRT          | 2010-2012  | 56    | 13e             |
| 7             | Caterham     | 2012-2014  | 56    | 11e             |
| 9             | Zakspeed     | 1985-1989  | 53    | 5e              |
| 10            | AGS          | 1986-1991  | 47    | 6e              |
| Bron: StatsF1 |              |            |       |                 |

## Polepositions

### Totaal aantal polepositions
|               | Constructeur | Seizoenen                       | Inschrijvingen | Poles |
| ------------- | ------------ | ------------------------------- | -------------- | ----- |
| 1             | Ferrari      | 1950-heden                      | 1114           | 253   |
| 2             | McLaren      | 1966-heden                      | 988            | 172   |
| 3             | Mercedes     | 1954-1955, 2010-heden           | 331            | 143   |
| 4             | Williams     | 1975-1976, 1978-heden           | 852            | 128   |
| 5             | / Lotus      | 1958-1994, 2010-2015            | 606            | 107   |
| 5             | / Red Bull   | 2005-heden                      | 408            | 107   |
| 7             | / Renault    | 1977-1985, 2002-2011, 2016-2020 | 403            | 51    |
| 8             | Brabham      | 1962-1987, 1989-1992            | 403            | 39    |
| 9             | / Benetton   | 1986-2001                       | 260            | 15    |
| 10            | Tyrrell      | 1970-1998                       | 433            | 14    |
| Bron: StatsF1 |              |                                 |                |       |

### Percentage polepositions (meer dan 15 inschrijvingen)
|               | Constructeur | Seizoenen                       | Inschrijvingen | Poles | Percentage |
| ------------- | ------------ | ------------------------------- | -------------- | ----- | ---------- |
| 1             | Mercedes     | 1954-1955, 2010-heden           | 331            | 143   | 43,2 %     |
| 2             | Brawn GP     | 2009                            | 17             | 5     | 29,41 %    |
| 3             | / Red Bull   | 2005-heden                      | 408            | 107   | 26,23 %    |
| 4             | Vanwall      | 1954-1960                       | 29             | 7     | 24,14 %    |
| 5             | Ferrari      | 1950-heden                      | 1114           | 253   | 22,71 %    |
| 6             | / Lotus      | 1958-1994, 2010-2015            | 606            | 107   | 17,66 %    |
| 7             | McLaren      | 1966-heden                      | 988            | 172   | 17,41 %    |
| 8             | Williams     | 1975-1976, 1978-heden           | 852            | 128   | 15,02 %    |
| 9             | Maserati     | 1950-1960                       | 77             | 10    | 12,99 %    |
| 10            | / Renault    | 1977-1985, 2002-2011, 2016-2020 | 403            | 51    | 12,66 %    |
| Bron: StatsF1 |              |                                 |                |       |            |

### Meeste polepositions achter elkaar
|               | Constructeur | Poles | Races                                |
| ------------- | ------------ | ----- | ------------------------------------ |
| 1             | Williams     | 24    | Frankrijk 1992 – Japan 1993          |
| 2             | Mercedes     | 23    | Groot-Brittannië 2014 – Italië 2015  |
| 3             | Mercedes     | 18    | Canada 2016 – Bahrein 2017           |
| 4             | McLaren      | 17    | Duitsland 1988 – Duitsland 1989      |
| 5             | Red Bull     | 16    | Abu Dhabi 2010 – Japan 2011          |
| 6             | Mercedes     | 14    | Abu Dhabi 2019 – Emilia-Romagna 2020 |
| 7             | McLaren      | 12    | België 1989 – Mexico 1990            |
| 8             | Mercedes     | 11    | Japan 2015 – Spanje 2016             |
| 9             | Lotus        | 10    | Nederland 1967 – Zuid-Afrika 1968    |
| 9             | Williams     | 10    | België 1996 – Spanje 1997            |
| Bron: StatsF1 |              |       |                                      |

### Meeste polepositions in één seizoen
|               | Constructeur | Seizoen | Races | Poles | Percentage |
| ------------- | ------------ | ------- | ----- | ----- | ---------- |
| 1             | Mercedes     | 2016    | 21    | 20    | 95,24 %    |
| 2             | Red Bull     | 2011    | 19    | 18    | 94,74 %    |
| 2             | Mercedes     | 2014    | 19    | 18    | 94,74 %    |
| 2             | Mercedes     | 2015    | 19    | 18    | 94,74 %    |
| 5             | McLaren      | 1988    | 16    | 15    | 93,75 %    |
| 5             | McLaren      | 1989    | 16    | 15    | 93,75 %    |
| 5             | Williams     | 1992    | 16    | 15    | 93,75 %    |
| 5             | Williams     | 1993    | 16    | 15    | 93,75 %    |
| 5             | Red Bull     | 2010    | 19    | 15    | 78,95 %    |
| 5             | Mercedes     | 2017    | 20    | 15    | 75,00 %    |
| 5             | Mercedes     | 2020    | 17    | 15    | 88,24 %    |
| Bron: StatsF1 |              |         |       |       |            |

### Meeste races zonder poleposition
|               | Constructeur | Seizoenen             | Inschrijvingen | Beste start pos. |
| ------------- | ------------ | --------------------- | -------------- | ---------------- |
| 1             | Sauber       | 1993-2005, 2011-2018  | 376            | 2e               |
| 2             | Minardi      | 1985-2005             | 346            | 2e               |
| 3             | Osella       | 1980-1990             | 172            | 8e               |
| 4             | Ensign       | 1973-1982             | 134            | 3e               |
| 5             | Surtees      | 1970-1978             | 119            | 2e               |
| 6             | ATS          | 1977-1984             | 116            | 4e               |
| 7             | Aston Martin | 1959-1960, 2021-heden | 109            | 2e               |
| 8             | Alpine       | 2021-heden            | 104            | 2e               |
| 9             | Footwork     | 1991-1996             | 97             | 6e               |
| 10            | Jaguar       | 2000-2004             | 85             | 2e               |
| Bron: StatsF1 |              |                       |                |                  |

## Snelste rondes

### Totaal aantal snelste rondes
|               | Constructeur | Seizoenen                       | Starts | Snelste rondes | Percentage |
| ------------- | ------------ | ------------------------------- | ------ | -------------- | ---------- |
| 1             | Ferrari      | 1950-heden                      | 1111   | 263            | 23,67 %    |
| 2             | McLaren      | 1966-heden                      | 984    | 181            | 18,39 %    |
| 3             | Williams     | 1975-1976, 1978-heden           | 848    | 133            | 15,68 %    |
| 4             | Mercedes     | 1954-1955, 2010-heden           | 331    | 113            | 34,14 %    |
| 5             | / Red Bull   | 2005-heden                      | 407    | 100            | 24,57 %    |
| 6             | / Lotus      | 1958-1994, 2010-2015            | 604    | 76             | 12,58 %    |
| 7             | Brabham      | 1962-1987, 1989-1992            | 394    | 42             | 10,66 %    |
| 8             | / Benetton   | 1986-2001                       | 260    | 36             | 13,85 %    |
| 9             | / Renault    | 1977-1985, 2002-2011, 2016-2020 | 400    | 33             | 8,25 %     |
| 10            | Tyrrell      | 1970-1998                       | 430    | 20             | 4,65 %     |
| Bron: StatsF1 |              |                                 |        |                |            |

### Meeste snelste rondes in één seizoen
|               | Constructeur | Seizoen | Races | Snelste rondes | Percentage |
| ------------- | ------------ | ------- | ----- | -------------- | ---------- |
| 1             | Ferrari      | 2004    | 18    | 14             | 77,78 %    |
| 2             | Ferrari      | 2008    | 18    | 13             | 72,22 %    |
| 2             | Mercedes     | 2015    | 19    | 13             | 68,42 %    |
| 4             | McLaren      | 2000    | 17    | 12             | 70,59 %    |
| 4             | McLaren      | 2005    | 19    | 12             | 63,16 %    |
| 4             | Ferrari      | 2002    | 17    | 12             | 70,59 %    |
| 4             | Ferrari      | 2007    | 17    | 12             | 70,59 %    |
| 4             | Red Bull     | 2013    | 19    | 12             | 63,16 %    |
| 4             | Mercedes     | 2014    | 19    | 12             | 63,16 %    |
| 10            | Williams     | 1986    | 16    | 11             | 68,75 %    |
| 10            | Williams     | 1992    | 16    | 11             | 68,75 %    |
| 10            | Williams     | 1996    | 16    | 11             | 68,75 %    |
| 10            | Red Bull     | 2023    | 22    | 11             | 50,00 %    |
| Bron: StatsF1 |              |         |       |                |            |

### Meeste opeenvolgende Grands Prix met een snelste ronde
|               | Constructeur | Snelste rondes | Races                                |
| ------------- | ------------ | -------------- | ------------------------------------ |
| 1             | Ferrari      | 9              | Bahrein 2004 – Groot-Brittannië 2004 |
| 2             | Ferrari      | 8              | Duitsland 1970 – Spanje 1971         |
| 3             | Ferrari      | 7              | België 1952 – Argentinië 1953        |
| 3             | Mercedes     | 7              | Groot-Brittannië 2014 – Japan 2014   |
| 5             | Alfa Romeo   | 6              | België 1951 – Spanje 1951            |
| 5             | McLaren      | 6              | San Marino 1988 – Frankrijk 1988     |
| 5             | McLaren      | 6              | Frankrijk 1999 – België 1999         |
| 5             | McLaren      | 6              | Frankrijk 2005 – Italië 2005         |
| 5             | Williams     | 6              | Hongarije 1993 – Australië 1993      |
| 5             | Ferrari      | 6              | Duitsland 2002 – Japan 2002          |
| 5             | Ferrari      | 6              | Verenigde Staten 2007 – Turkije 2007 |
| 5             | Ferrari      | 6              | Spanje 2008 – Groot-Brittannië 2008  |
| 5             | Ferrari      | 6              | Hongarije 2008 – Japan 2008          |
| Bron: StatsF1 |              |                |                                      |

### Meeste races zonder snelste ronde
|               | Constructeur | Seizoenen                                        | Races |
| ------------- | ------------ | ------------------------------------------------ | ----- |
| 1             | Minardi      | 1985-2005                                        | 340   |
| 2             | Arrows       | 1978-1990, 1997-2002                             | 291   |
| 3             | Lola         | 1962-1963, 1967-1968, 1974-1975, 1985-1991, 1997 | 149   |
| 4             | Osella       | 1980-1990                                        | 132   |
| 5             | BAR          | 1999-2005                                        | 116   |
| 6             | Footwork     | 1991-1996                                        | 91    |
| 7             | ATS          | 1977-1984                                        | 89    |
| 8             | Jaguar       | 2000-2004                                        | 85    |
| 9             | Prost        | 1997-2001                                        | 83    |
| 10            | Dallara      | 1988-1992                                        | 78    |
| Bron: StatsF1 |              |                                                  |       |

## Punten
Dit betreft de starts en punten voor het constructeurskampioenschap, dat is begonnen in 1958. Door de jaren heen is het puntensysteem veranderd in de Formule 1. Zie Lijst van puntensystemen in de Formule 1 voor een volledige lijst met puntensystemen.

### Totaal aantal punten
|               | Constructeur  | Seizoenen                       | Starts | Punten      | Gemiddelde |
| ------------- | ------------- | ------------------------------- | ------ | ----------- | ---------- |
| 1             | Ferrari       | 1958-heden                      | 1055   | 10584       | 10,03      |
| 2             | / Red Bull    | 2005-heden                      | 407    | 8031        | 19,73      |
| 3             | Mercedes      | 2010-heden                      | 319    | 7926½       | 24,85      |
| 4             | McLaren       | 1966-heden                      | 984    | 7516½       | 7,64       |
| 5             | Williams      | 1975-1976, 1978-heden           | 848    | 3701 (3708) | 4,37       |
| 6             | / Lotus       | 1958-1994, 2010-2015            | 604    | 2074        | 3,43       |
| 7             | / Renault     | 1977-1985, 2002-2011, 2016-2020 | 400    | 1777        | 4,44       |
| 8             | / Force India | 2008-2018                       | 212    | 1039        | 4,90       |
| 9             | Brabham       | 1962-1987, 1989-1992            | 394    | 864         | 2,19       |
| 10            | / Benetton    | 1986-2001                       | 260    | 861         | 3,31       |
| Bron: StatsF1 |               |                                 |        |             |            |

### Meeste punten in één seizoen
|               | Constructeur | Seizoen | Punten | Races | Gemiddelde |
| ------------- | ------------ | ------- | ------ | ----- | ---------- |
| 1             | Red Bull     | 2023    | 860    | 22    | 39,09      |
| 2             | Mercedes     | 2016    | 765    | 21    | 36,42      |
| 3             | Red Bull     | 2022    | 759    | 22    | 34,50      |
| 4             | Mercedes     | 2019    | 739    | 21    | 35,19      |
| 5             | Mercedes     | 2015    | 703    | 19    | 37,00      |
| 6             | Mercedes     | 2014 †  | 701    | 19    | 36,89      |
| 7             | Mercedes     | 2017    | 668    | 20    | 33,40      |
| 8             | McLaren      | 2024    | 666    | 24    | 27,75      |
| 9             | Mercedes     | 2018    | 655    | 21    | 31,19      |
| 10            | Ferrari      | 2024    | 652    | 24    | 27,17      |
| Bron: StatsF1 |              |         |        |       |            |

† In de laatste race werden er dubbele punten toegekend.

### Meeste puntfinishes achter elkaar
|               | Constructeur | Puntfinishes | Races                                              |
| ------------- | ------------ | ------------ | -------------------------------------------------- |
| 1             | Ferrari      | 81           | Duitsland 2010 – Singapore 2014                    |
| 2             | Red Bull     | 77           | Saoedi-Arabië 2022 – Canada 2025                   |
| 3             | McLaren      | 64           | Bahrein 2010 – Monaco 2013                         |
| 4             | Mercedes     | 62           | Brazilië 2012 – Rusland 2016                       |
| 4             | Mercedes     | 62           | Frankrijk 2021 – Saoedi-Arabië 2024                |
| 6             | Ferrari      | 55           | Maleisië 1999 – Maleisië 2003                      |
| 6             | Mercedes     | 55           | Groot-Brittannië 2018 – Monaco 2021                |
| 8             | McLaren      | 52           | Oostenrijk 2023 – Hongarije 2025 (reeks loopt nog) |
| 9             | Ferrari      | 46           | San Marino 2006 – Italië 2008                      |
| 9             | Ferrari      | 46           | Maleisië 2017 – Verenigde Staten 2019              |
| Bron: StatsF1 |              |              |                                                    |

### Meeste punten zonder overwinning
|               | Constructeur  | Seizoenen             | Starts | Punten | Beste resultaat |
| ------------- | ------------- | --------------------- | ------ | ------ | --------------- |
| 1             | / Force India | 2008-2018             | 212    | 1039   | 2e              |
| 2             | Aston Martin  | 1959-1960, 2021-heden | 109    | 558    | 2e              |
| 3             | Sauber        | 1993-2005, 2011-2018  | 373    | 513    | 2e              |
| 4             | Haas          | 2016-heden            | 204    | 342    | 4e              |
| 5             | Toyota        | 2002-2009             | 139    | 278½   | 2e              |
| 6             | BAR           | 1999-2005             | 116    | 227    | 2e              |
| 7             | Arrows        | 1978-1990, 1997-2002  | 291    | 142    | 2e              |
| 8             | Kick Sauber   | 2024-heden            | 38     | 55     | 3e              |
| 9             | Surtees       | 1970-1978             | 118    | 53     | 2e              |
| 10            | Jaguar        | 2000-2004             | 85     | 49     | 3e              |
| Bron: StatsF1 |               |                       |        |        |                 |

### Meeste punten zonder constructeurskampioenschap
|               | Constructeur  | Seizoenen             | Starts | Punten | Beste WCK-resultaat |
| ------------- | ------------- | --------------------- | ------ | ------ | ------------------- |
| 1             | / Force India | 2008-2018             | 212    | 1039   | 4e in 2016 en 2017  |
| 2             | Aston Martin  | 1959-1960, 2021-heden | 109    | 558    | 5e in 2023 en 2024  |
| 3             | Alpine        | 2021-heden            | 104    | 533    | 4e in 2022          |
| 4             | Sauber        | 1993-2005, 2011-2018  | 373    | 513    | 4e in 2001          |
| 5             | Toro Rosso    | 2006-2019             | 268    | 500    | 6e in 2008 en 2019  |
| 6             | Ligier        | 1976-1996             | 326    | 388    | 2e in 1980          |
| 7             | / BMW Sauber  | 2006-2010             | 89     | 352    | 2e in 2007          |
| 8             | Haas          | 2016-heden            | 204    | 342    | 5e in 2018          |
| 9             | AlphaTauri    | 2020-2023             | 83     | 309    | 6e in 2021          |
| 10            | Jordan        | 1991-2005             | 250    | 291    | 3e in 1999          |
| Bron: StatsF1 |               |                       |        |        |                     |

### Meeste races zonder punten
|               | Constructeur | Seizoenen | Starts (coureurs) | Beste resultaat |
| ------------- | ------------ | --------- | ----------------- | --------------- |
| 1             | HRT          | 2010-2012 | 112               | 13e             |
| 2             | Caterham     | 2012-2014 | 110               | 11e             |
| 3             | / Virgin     | 2010-2011 | 73                | 14e             |
| 4             | RAM          | 1984-1985 | 51                | 8e              |
| 5             | Forti        | 1995-1996 | 44                | 7e              |
| 6             | Pacific      | 1994-1995 | 40                | 8e              |
| 7             | Simtek       | 1994-1995 | 37                | 9e              |
| 8             | Midland      | 2006      | 36                | 9e              |
| 9             | Fondmetal    | 1991-1992 | 25                | 10e             |
| 10            | Spirit       | 1983-1985 | 23                | 7e              |
| Bron: StatsF1 |              |           |                   |                 |

## Raceleiders

### Meeste rondes en kilometers aan de leiding
|               | Constructeur | Rondes geleid | Km geleid |
| ------------- | ------------ | ------------- | --------- |
| 1             | Ferrari      | 16.052        | 83.172    |
| 2             | McLaren      | 11.642        | 55.836    |
| 3             | Williams     | 7.585         | 35.246    |
| 4             | Mercedes     | 7.387         | 38.610    |
| 5             | / Red Bull   | 7.235         | 36.194    |
| 6             | Lotus        | 5.624         | 26.846    |
| 7             | Brabham      | 2.719         | 13.224    |
| 8             | / Renault    | 2.514         | 12.151    |
| 9             | / Benetton   | 1.544         | 7.338     |
| 10            | Tyrrell      | 1.493         | 6.737     |
| Bron: StatsF1 |              |               |           |

### Meeste Grands Prix met ronde geleid
|               | Constructeur | Starts | GPs geleid | Percentage |
| ------------- | ------------ | ------ | ---------- | ---------- |
| 1             | Ferrari      | 1111   | 509        | 45,81 %    |
| 2             | McLaren      | 984    | 359        | 36,48 %    |
| 3             | Williams     | 848    | 226        | 26,65 %    |
| 4             | / Red Bull   | 407    | 196        | 48,16 %    |
| 5             | Mercedes     | 331    | 188        | 56,8 %     |
| 6             | / Lotus      | 604    | 160        | 26,49 %    |
| 7             | Brabham      | 394    | 91         | 23,10 %    |
| 8             | / Renault    | 400    | 88         | 22,00 %    |
| 9             | / Benetton   | 260    | 55         | 21,15 %    |
| 10            | BRM          | 197    | 40         | 20,30 %    |
| Bron: StatsF1 |              |        |            |            |

### Meeste rondes geleid in één seizoen
|               | Constructeur | Seizoen | Rondes | Maximaal | Percentage |
| ------------- | ------------ | ------- | ------ | -------- | ---------- |
| 1             | Red Bull     | 2023    | 1.149  | 1.325    | 86,72 %    |
| 2             | Mercedes     | 2016    | 1.055  | 1.268    | 83,20 %    |
| 3             | McLaren      | 1988    | 1.003  | 1.031    | 97,28 %    |
| 4             | Mercedes     | 2014    | 978    | 1.134    | 86,24 %    |
| 5             | Mercedes     | 2015    | 936    | 1.149    | 81,46 %    |
| 6             | Williams     | 1992    | 867    | 1.036    | 83,69 %    |
| 7             | Ferrari      | 2002    | 865    | 1.090    | 79,36 %    |
| 8             | Mercedes     | 2020    | 860    | 1.037    | 82,93 %    |
| 9             | Red Bull     | 2011    | 798    | 1.133    | 70,43 %    |
| 10            | Ferrari      | 2004    | 785    | 1.122    | 69,96 %    |
| Bron: StatsF1 |              |         |        |          |            |

### Meeste opeenvolgende Grands Prix met ronde geleid
|               | Constructeur | Geleid | Races                                  |
| ------------- | ------------ | ------ | -------------------------------------- |
| 1             | Mercedes     | 39     | Brazilië 2018 – Sakhir 2020            |
| 2             | Williams     | 31     | Frankrijk 1995 – San Marino 1997       |
| 3             | McLaren      | 28     | Brazilië 1988 – Italië 1989            |
| 3             | Mercedes     | 28     | Australië 2014 – Groot-Brittannië 2015 |
| 5             | Williams     | 26     | België 1986 – Mexico 1987              |
| 5             | Williams     | 26     | Frankrijk 1992 – Brazilië 1994         |
| 7             | Red Bull     | 24     | Japan 2010 – Australië 2012            |
| 8             | Ferrari      | 22     | Italië 2003 – Australië 2005           |
| 9             | Mercedes     | 21     | Monaco 2016 – Spanje 2017              |
| 10            | Ferrari      | 18     | Canada 2002 – Canada 2003              |
| Bron: StatsF1 |              |        |                                        |

## Meervoudige constructeurrecords

### Doubles (poleposition en overwinning)
|               | Constructeur | Doubles | Poles | Percentage |
| ------------- | ------------ | ------- | ----- | ---------- |
| 1             | Ferrari      | 137     | 253   | 54,15 %    |
| 2             | Mercedes     | 107     | 143   | 74,83 %    |
| 3             | McLaren      | 101     | 172   | 58,72 %    |
| 4             | Red Bull     | 76      | 107   | 71,03 %    |
| 5             | Williams     | 70      | 128   | 54,69 %    |
| 6             | Lotus        | 47      | 107   | 43,93 %    |
| 7             | Renault      | 24      | 51    | 47,06 %    |
| 8             | Brabham      | 11      | 39    | 28,21 %    |
| 9             | Cooper       | 10      | 11    | 90,91 %    |
| 9             | Tyrrell      | 10      | 14    | 71,43 %    |
| Bron: StatsF1 |              |         |       |            |

### Hattricks (poleposition, overwinning en snelste ronde)
|               | Constructeur | Hattricks |
| ------------- | ------------ | --------- |
| 1             | Ferrari      | 90        |
| 2             | McLaren      | 58        |
| 3             | Mercedes     | 57        |
| 4             | Williams     | 52        |
| 5             | Red Bull     | 40        |
| 6             | Lotus        | 26        |
| 7             | Renault      | 11        |
| 8             | Alfa Romeo   | 9         |
| 8             | Brabham      | 9         |
| 10            | Cooper       | 7         |
| Bron: StatsF1 |              |           |

### Grand Slams (poleposition, overwinning, snelste ronde en elke ronde geleid)
| 1             | Ferrari    | 42 |
| 2             | Mercedes   | 34 |
| 3             | McLaren    | 33 |
| 5             | Williams   | 32 |
| 4             | Red Bull   | 19 |
| 6             | Lotus      | 16 |
| 7             | Brabham    | 6  |
| 8             | Alfa Romeo | 5  |
| 8             | Tyrrell    | 5  |
| 10            | Cooper     | 4  |
| Bron: StatsF1 |            |    |

## Kampioenschappen

### Totaal aantal constructeurskampioenschappen gewonnen
De constructeurstitel werd in 1958 voor het eerst toegekend.
|               | Constructeur | WCKs | Seizoenen                                                                                      |
| ------------- | ------------ | ---- | ---------------------------------------------------------------------------------------------- |
| 1             | Ferrari      | 16   | 1961, 1964, 1975, 1976, 1977, 1979, 1982, 1983, 1999, 2000, 2001, 2002, 2003, 2004, 2007, 2008 |
| 2             | Williams     | 9    | 1980, 1981, 1986, 1987, 1992, 1993, 1994, 1996, 1997                                           |
| 2             | McLaren      | 9    | 1974, 1984, 1985, 1988, 1989, 1990, 1991, 1998, 2024                                           |
| 4             | Mercedes     | 8    | 2014, 2015, 2016, 2017, 2018, 2019, 2020, 2021                                                 |
| 5             | Lotus        | 7    | 1963, 1965, 1968, 1970, 1972, 1973, 1978                                                       |
| 6             | Red Bull     | 6    | 2010, 2011, 2012, 2013, 2022, 2023                                                             |
| 7             | Cooper       | 2    | 1959, 1960                                                                                     |
| 7             | Brabham      | 2    | 1966, 1967                                                                                     |
| 7             | Renault      | 2    | 2005, 2006                                                                                     |
| 10            | Vanwall      | 1    | 1958                                                                                           |
| 10            | BRM          | 1    | 1962                                                                                           |
| 10            | Matra        | 1    | 1969                                                                                           |
| 10            | Tyrrell      | 1    | 1971                                                                                           |
| 10            | Benetton     | 1    | 1995                                                                                           |
| 10            | Brawn        | 1    | 2009                                                                                           |
| Bron: StatsF1 |              |      |                                                                                                |

### Meest opeenvolgende constructeurskampioenschappen gewonnen
|               | Constructeur | WCKs | Seizoenen                                      |
| ------------- | ------------ | ---- | ---------------------------------------------- |
| 1             | Mercedes     | 8    | 2014, 2015, 2016, 2017, 2018, 2019, 2020, 2021 |
| 2             | Ferrari      | 6    | 1999, 2000, 2001, 2002, 2003, 2004             |
| 3             | McLaren      | 4    | 1988, 1989, 1990, 1991                         |
| 3             | Red Bull     | 4    | 2010, 2011, 2012, 2013                         |
| 5             | Ferrari      | 3    | 1975, 1976, 1977                               |
| 5             | Williams     | 3    | 1992, 1993, 1994                               |
| 7             | Cooper       | 2    | 1959, 1960                                     |
| 7             | Brabham      | 2    | 1966, 1967                                     |
| 7             | Lotus        | 2    | 1972, 1973                                     |
| 7             | Williams     | 2    | 1980, 1981                                     |
| 7             | Williams     | 2    | 1986, 1987                                     |
| 7             | Williams     | 2    | 1996, 1997                                     |
| 7             | Ferrari      | 2    | 1982, 1983                                     |
| 7             | Ferrari      | 2    | 2007, 2008                                     |
| 7             | McLaren      | 2    | 1984, 1985                                     |
| 7             | Renault      | 2    | 2005, 2006                                     |
| 7             | Red Bull     | 2    | 2022, 2023                                     |
| Bron: StatsF1 |              |      |                                                |

### Totaal aantal coureurskampioenschappen gewonnen
|               | Constructeur | WKs | Seizoenen                                                                                |
| ------------- | ------------ | --- | ---------------------------------------------------------------------------------------- |
| 1             | Ferrari      | 15  | 1952, 1953, 1956, 1958, 1961, 1964, 1975, 1977, 1979, 2000, 2001, 2002, 2003, 2004, 2007 |
| 2             | McLaren      | 12  | 1974, 1976, 1984, 1985, 1986, 1988, 1989, 1990, 1991, 1998, 1999, 2008                   |
| 3             | Mercedes     | 9   | 1954, 1955, 2014, 2015, 2016, 2017, 2018, 2019, 2020                                     |
| 4             | Red Bull     | 8   | 2010, 2011, 2012, 2013, 2021, 2022, 2023, 2024                                           |
| 5             | Williams     | 7   | 1980, 1982, 1987, 1992, 1993, 1996, 1997                                                 |
| 6             | Lotus        | 6   | 1963, 1965, 1968, 1970, 1972, 1978                                                       |
| 7             | Brabham      | 4   | 1966, 1967, 1981, 1983                                                                   |
| 8             | Alfa Romeo   | 2   | 1950, 1951                                                                               |
| 8             | Maserati     | 2   | 1954, 1957                                                                               |
| 8             | Cooper       | 2   | 1959, 1960                                                                               |
| 8             | Tyrrell      | 2   | 1971, 1973                                                                               |
| 8             | Benetton     | 2   | 1994, 1995                                                                               |
| 8             | Renault      | 2   | 2005, 2006                                                                               |
| Bron: StatsF1 |              |     |                                                                                          |

Opmerking: De 3 overige coureurskampioenschappen zijn gewonnen door:  BRM in 1962,  Matra in 1969 en  Brawn in 2009.

### Meest opeenvolgende coureurskampioenschappen gewonnen
|   | Constructeur | WKs | Seizoenen                                |
| - | ------------ | --- | ---------------------------------------- |
| 1 | Mercedes     | 7   | 2014, 2015, 2016, 2017, 2018, 2019, 2020 |
| 2 | Ferrari      | 5   | 2000, 2001, 2002, 2003, 2004             |
| 3 | McLaren      | 4   | 1988, 1989, 1990, 1991                   |
| 3 | Red Bull     | 4   | 2010, 2011, 2012, 2013                   |
| 3 | Red Bull     | 4   | 2021, 2022, 2023, 2024 (reeks loopt nog) |
| 6 | McLaren      | 3   | 1984, 1985, 1986                         |
| 7 | Alfa Romeo   | 2   | 1950, 1951                               |
| 7 | Ferrari      | 2   | 1952, 1953                               |
| 7 | Mercedes     | 2   | 1954, 1955                               |
| 7 | Cooper       | 2   | 1959, 1960                               |
| 7 | Brabham      | 2   | 1966, 1967                               |
| 7 | Williams     | 2   | 1992, 1993                               |
| 7 | Williams     | 2   | 1996, 1997                               |
| 7 | Benetton     | 2   | 1994, 1995                               |
| 7 | McLaren      | 2   | 1998, 1999                               |
| 7 | Renault      | 2   | 2005, 2006                               |

### Meeste tweede plaatsen in constructeurskampioenschappen
|               | Constructeur | Tweede | Seizoenen |
| ------------- | ------------ | ------ | --- |
| 1             | Ferrari      | 21     | 1958, 1959, 1966, 1970, 1974, 1978, 1984, 1985, 1988, 1990, 1996, 1997, 1998, 2006, 2012, 2015, 2017, 2018, 2019, 2022, 2024 |
| 2             | McLaren      | 14     | 1968, 1976, 1982, 1986, 1987, 1992, 1993, 1999, 2000, 2001, 2005, 2008, 2010, 2011                                           |
| 3             | Williams     | 6      | 1979, 1989, 1991, 1995, 2002, 2003                                                                                           |
| 4             | Lotus        | 5      | 1960, 1961, 1962, 1967, 1977                                                                                                 |
| 4             | Red Bull     | 5      | 2009, 2014, 2016, 2020, 2021                                                                                                 |
| 6             | BRM          | 4      | 1963, 1964, 1965, 1971 |
| 7             | Brabham      | 3      | 1969, 1975, 1981 |
| 8             | Tyrrell      | 2      | 1972, 1973 |
| 8             | Mercedes     | 2      | 2013, 2023 |
| 10            | Ligier       | 1      | 1980 |
| 10            | Renault      | 1      | 1983 |
| 10            | Benetton     | 1      | 1994 |
| 10            | BAR          | 1      | 2004 |
| 10            | BMW Sauber   | 1      | 2007 |
| Bron: StatsF1 |              |        | |

### Meeste snelste pitstop kampioenschappen
Dit kampioenschap is begonnen in 2015.
|           | Constructeur | Pitstop WK | Seizoenen                                |
| --------- | ------------ | ---------- | ---------------------------------------- |
| 1         | Red Bull     | 7          | 2018, 2019, 2020, 2021, 2022, 2023, 2024 |
| 2         | Ferrari      | 1          | 2015                                     |
| 2         | Williams     | 1          | 2016                                     |
| 2         | Mercedes     | 1          | 2017                                     |
| Bron: DHL |              |            |                                          |

## Sprints

### Totaal aantal Sprint-overwinningen
|               | Constructeur | Starts | Overwinningen | Percentage |
| ------------- | ------------ | ------ | ------------- | ---------- |
| 1             | Red Bull     | 21     | 13            | 61,90 %    |
| 2             | McLaren      | 21     | 4             | 19,05 %    |
| 3             | Mercedes     | 21     | 3             | 14,29 %    |
| 4             | Ferrari      | 21     | 1             | 4,76 %     |
| Bron: StatsF1 |              |        |               |            |

### Totaal aantal Sprint-polepositions
|               | Constructeur | Starts | Poles | Percentage |
| ------------- | ------------ | ------ | ----- | ---------- |
| 1             | Red Bull     | 21     | 9     | 42,86 %    |
| 2             | McLaren      | 21     | 6     | 28,57 %    |
| 3             | Mercedes     | 21     | 3     | 14,29 %    |
| 4             | Ferrari      | 21     | 2     | 9,52 %     |
| 5             | Haas         | 21     | 1     | 4,76 %     |
| Bron: StatsF1 |              |        |       |            |

### Totaal aantal Sprint-snelste rondes
|               | Constructeur | Starts | Snelste rondes | Percentage |
| ------------- | ------------ | ------ | -------------- | ---------- |
| 1             | Red Bull     | 21     | 11             | 52,38 %    |
| 2             | Ferrari      | 21     | 4              | 19,05 %    |
| 3             | Mercedes     | 21     | 3              | 14,29 %    |
| 4             | McLaren      | 21     | 2              | 9,52 %     |
| 5             | Haas         | 21     | 1              | 4,76 %     |
| Bron: StatsF1 |              |        |                |            |

### Totaal aantal Sprint-podia
|               | Constructeur | Starts (coureurs) | Podia | Percentage |
| ------------- | ------------ | ----------------- | ----- | ---------- |
| 1             | Red Bull     | 42                | 23    | 54,76 %    |
| 2             | McLaren      | 42                | 17    | 40,48 %    |
| 3             | Ferrari      | 41                | 13    | 31,71 %    |
| 4             | Mercedes     | 42                | 9     | 21,43 %    |
| 5             | Alpine       | 41                | 1     | 2,44 %     |
| Bron: StatsF1 |              |                   |       |            |

### Totaal aantal punten behaald tijdens Sprints
|               | Constructeur | Starts (coureurs) | Punten | Gemiddelde (per coureur) |
| ------------- | ------------ | ----------------- | ------ | ------------------------ |
| 1             | Red Bull     | 42                | 181    | 4,31                     |
| 2             | Ferrari      | 41                | 158    | 3,85                     |
| 3             | McLaren      | 42                | 139    | 3,31                     |
| 4             | Mercedes     | 42                | 113    | 2,69                     |
| 5             | Haas         | 42                | 20     | 0,48                     |
| 6             | Aston Martin | 42                | 18     | 0,43                     |
| 7             | Alpine       | 41                | 16     | 0,39                     |
| 8             | RB           | 12                | 6      | 0,50                     |
| 9             | Williams     | 41                | 5      | 0,12                     |
| 10            | Racing Bulls | 6                 | 4      | 0,67                     |
| Bron: StatsF1 |              |                   |        |                          |

## Overige constructeurrecords
| Omschrijving                                                   | Record           | Details | Ref.             |
| Kampioenschappen                                               | Kampioenschappen | Kampioenschappen | Kampioenschappen |
| -------------------------------------------------------------- | ---------------- | --- | ---------------- |
| Meeste seizoenen tussen opeenvolgende WCKs                     | 26               | McLaren (tussen 1998 en 2024) |                  |
| Meeste seizoenen tussen opeenvolgende WKs (coureurs)           | 59               | Mercedes (tussen 1955 en 2014) |                  |
| Wereldkampioen met nog de meeste races te gaan in seizoen      | 6                | Red Bull (2023 na race 16 van 22) | [ 53 ]           |
| Grootste puntenverschil tussen 1e en 2e plaats in WCK          | 451              | Tussen Red Bull (860) en Mercedes (409) in 2023 | [ 54 ]           |
| Kleinste puntenverschil tussen 1e en 2e plaats in WCK          | 3                | Tussen Ferrari (45) en BRM (42) in 1964 | [ 54 ]           |
| Meeste keren top 3 in WCK                                      | 50               | Ferrari | [ 55 ]           |
| Meeste races als leider van WCK                                | 240              | Ferrari | [ 56 ]           |
| Meeste opeenvolgende races als leider van WCK                  | 58               | Mercedes (Maleisië 2014 – Abu Dhabi 2016) | [ 57 ]           |
| Overwinningen                                                  |                  | |                  |
| Meest verschillende seizoenen met overwinning                  | 59               | Ferrari | [ 58 ]           |
| Meest opeenvolgende seizoenen met overwinning                  | 20               | Ferrari (1994 – 2013) | [ 59 ]           |
| Meeste opeenvolgende overwinningen vanaf begin van seizoen     | 14               | Red Bull (2023) | [ 60 ]           |
| Meeste overwinningen op hetzelfde circuit                      | 20               | Ferrari (Monza) | [ 61 ]           |
| Meeste Grands Prix tussen opeenvolgende overwinningen          | 813              | Mercedes (Italië 1955 – China 2012) | [ 62 ]           |
| Meest verschillende winnaars in opeenvolgende races            | 7                | Ferrari (Duitsland 1982) Lotus (Oostenrijk 1982) Williams (Zwitserland 1982) Renault (Italië 1982) Tyrrell (Las Vegas 1982) Brabham (Brazilië 1983) McLaren (Verenigde Staten West 1983) | [ 63 ]           |
| Podia                                                          |                  | |                  |
| Meest verschillende seizoenen met podium                       | 74               | Ferrari | [ 64 ]           |
| Meest opeenvolgende seizoenen met podium                       | 45               | Ferrari (1981 – 2025 reeks loopt nog) | [ 65 ]           |
| Hoogste percentage podiumraces in één seizoen                  | 100 %            | Williams (1993) Ferrari (2000, 2001, 2002, 2004) McLaren (2007) Mercedes (2014) | [ 16 ]           |
| Meeste opeenvolgende podia vanaf begin van seizoen             | 19               | Mercedes (2014) | [ 66 ]           |
| Meeste podia in dezelfde Grand Prix (podiumraces)              | 72 (54)          | Ferrari (Italië) | [ 67 ]           |
| Meeste podia op hetzelfde circuit (podiumraces)                | 72 (54)          | Ferrari (Monza) | [ 68 ]           |
| Meeste aantal 2e plaatsen                                      | 293              | Ferrari | [ 69 ]           |
| Meeste aantal 3e plaatsen                                      | 293              | Ferrari | [ 70 ]           |
| Meeste Grands Prix tussen opeenvolgende podia                  | 775              | Mercedes (Italië 1955 – Maleisië 2010) | [ 71 ]           |
| Meeste Grands Prix voor eerste podium                          | 75               | Footwork (Australië 1995) | [ 72 ]           |
| Polepositions                                                  |                  | |                  |
| Meest verschillende seizoenen met poleposition                 | 56               | Ferrari | [ 73 ]           |
| Meest opeenvolgende seizoenen met poleposition                 | 15               | Ferrari (1994 – 2008) | [ 74 ]           |
| Hoogste percentage polepositions in één seizoen                | 95,24 %          | Mercedes (2016) | [ 22 ]           |
| Meeste opeenvolgende polepositions vanaf begin van seizoen     | 15               | Williams (1993) | [ 75 ]           |
| Meeste polepositions in dezelfde Grand Prix                    | 23               | Ferrari (Italië) | [ 76 ]           |
| Meeste polepositions op hetzelfde circuit                      | 23               | Ferrari (Monza) | [ 77 ]           |
| Meeste Grands Prix tussen opeenvolgende polepositions          | 813              | Mercedes (Italië 1955 – China 2012) | [ 78 ]           |
| Meeste Grands Prix voor eerste poleposition                    | 143              | Haas (São Paulo 2022) | [ 79 ]           |
| Snelste rondes                                                 |                  | |                  |
| Meest verschillende seizoenen met snelste ronde                | 57               | Ferrari | [ 80 ]           |
| Meest opeenvolgende seizoenen met snelste ronde                | 17               | Ferrari (1995 – 2011) | [ 81 ]           |
| Hoogste percentage snelste rondes in één seizoen               | 87,50 %          | Alfa Romeo (1951) Ferrari (1952) | [ 25 ]           |
| Meeste snelste rondes in dezelfde Grand Prix                   | 21               | Ferrari (Groot-Brittannië) | [ 82 ]           |
| Meeste snelste rondes op hetzelfde circuit                     | 19               | Ferrari (Monza) Ferrari (Silverstone) | [ 83 ]           |
| Meeste Grands Prix tussen opeenvolgende snelste rondes         | 818              | Mercedes (Italië 1955 – Europa 2012) | [ 84 ]           |
| Meeste Grands Prix voor eerste snelste ronde                   | 237              | Sauber (China 2012) | [ 85 ]           |
| Punten                                                         |                  | |                  |
| Meest verschillende seizoenen met punten                       | 68               | Ferrari (alle seizoenen) | [ 86 ]           |
| Meest opeenvolgende seizoenen met punten                       | 68               | Ferrari (1958 – 2025 reeks loopt nog) | [ 87 ]           |
| Meeste puntfinishes in één seizoen                             | 24               | McLaren (2024) Red Bull (2024) | [ 88 ]           |
| Hoogste percentage puntfinishes in één seizoen                 | 100 %            | Cooper (1961) BRM (1962) Lotus (1963, 2012) Williams (1993) Ferrari (2000, 2001, 2002, 2004, 2007, 2011, 2012, 2013, 2016, 2018) BMW Sauber (2007) Brawn (2009) McLaren (2010, 2011, 2012, 2024) Red Bull (2011, 2013, 2017, 2019, 2021, 2023, 2024) Mercedes (2013, 2014, 2015, 2017, 2019, 2020, 2022, 2023) | [ 30 ]           |
| Meeste aantal punten in dezelfde Grand Prix                    | 720              | Ferrari (Italië) | [ 89 ]           |
| Meeste aantal punten op hetzelfde circuit                      | 685              | Ferrari (Monza) | [ 90 ]           |
| Meeste Grands Prix met punten                                  | 865              | Ferrari | [ 91 ]           |
| Hoogste gemiddelde aantal punten per seizoen                   | 440,36           | Mercedes | [ 92 ]           |
| Meeste Grands Prix tussen opeenvolgende puntfinishes           | 578              | Honda (Mexico 1968 – Bahrein 2006) | [ 93 ]           |
| Meeste Grands Prix voor eerste puntfinish                      | 52               | Minardi (Verenigde Staten Oost 1988) |                  |
| Races ingeschreven en gestart                                  |                  | |                  |
| Meest verschillende seizoenen met start                        | 76               | Ferrari (alle seizoenen) | [ 94 ]           |
| Meest opeenvolgende seizoenen met start                        | 76               | Ferrari (1950 – 2025 reeks loopt nog) |                  |
| Meest verschillende seizoenen met start zonder WCK             | 21               | Ligier Minardi Sauber | [ 94 ]           |
| Meeste Grands Prix tussen opeenvolgende starts                 | 945              | Aston Martin (Groot-Brittannië 1960 – Bahrein 2021) | [ 95 ]           |
| Meeste inschrijvingen zonder te kwalificeren                   | 14               | Life | [ 96 ]           |
| Raceleiders                                                    |                  | |                  |
| Meest verschillende seizoenen met ronde geleid                 | 73               | Ferrari | [ 97 ]           |
| Meest opeenvolgende seizoenen met ronde geleid                 | 34               | McLaren (1981 – 2014) | [ 98 ]           |
| Meest opeenvolgende rondes geleid                              | 477              | McLaren (Brazilië 1988 – Frankrijk 1988) | [ 99 ]           |
| Meest opeenvolgende kilometers geleid                          | 2.146            | Williams (Canada 1993 – Italië 1993) | [ 100 ]          |
| Meeste kilometers geleid in één seizoen                        | 5.782            | Red Bull (2023) | [ 101 ]          |
| Meeste Grands Prix met ronde geleid in één seizoen             | 21               | Mercedes (2019) Red Bull (2023) | [ 102 ]          |
| Hoogste percentage Grands Prix met ronde geleid in één seizoen | 100 %            | Matra (1969) Williams (1993, 1996) Ferrari (2004) Red Bull (2011) Mercedes (2014, 2019) | [ 37 ]           |
| Meeste Grands Prix voor eerste ronde geleid                    | 178              | Sauber (San Marino 2005) | [ 103 ]          |
| Eerste startrij                                                |                  | |                  |
| Meeste Grands Prix met eerste startrij                         | 445              | Ferrari | [ 104 ]          |
| Meeste opeenvolgende Grands Prix met eerste startrij           | 35               | Williams (Zuid-Afrika 1992 – San Marino 1994) | [ 105 ]          |
| Hoogste percentage eerste startrijen in één seizoen            | 100 %            | Lotus (1962, 1973) Williams (1992, 1993, 1996) McLaren (1989) Red Bull (2011) Mercedes (2016) | [ 105 ]          |
| Meeste Grands Prix met de volledige eerste startrij            | 82               | Mercedes | [ 106 ]          |
| Overig                                                         |                  | |                  |
| Snelste pitstop                                                | 1,80 s           | McLaren (Qatar 2023) | [ 46 ]           |
| Hoogste percentage 1-2 finishes in één seizoen                 | 75,00 %          | Ferrari (1952) | [ 12 ]           |
| Meeste doubles in één seizoen                                  | 18               | Mercedes (2016) |                  |
| Meeste hattricks in één seizoen                                | 12               | Mercedes (2015) |                  |
| Meeste startplaatsen straf in een Grand Prix                   | 105              | McLaren (België 2015) |                  |
| Meeste puntfinishes in Sprints (coureurs)                      | 32               | Red Bull |                  |
| Meeste rondes geleid in Sprints                                | 225              | Red Bull | [ 107 ]          |
| Meeste kilometers geleid in Sprints                            | 1152             | Red Bull | [ 108 ]          |